# Лунано
Лунано (итал. Lunano) је насеље у Италији у округу Пезаро и Урбино, региону Марке.
Према процени из 2011. у насељу је живело 1288 становника. Насеље се налази на надморској висини од 276 м.

## Становништво
| 1936. | 1951. | 1961. | 1971. | 1981. | 1991. | 2001. | 2011. |
| ----- | ----- | ----- | ----- | ----- | ----- | ----- | ----- |
| 1.241 | 1.378 | 985   | 918   | 1.021 | 1.086 | 1.232 | 1.528 |